# Tour de Langkawi 2003
Il Tour de Langkawi 2003, ottava edizione della corsa, si svolse dal 31 gennaio al 9 febbraio su un percorso di 1343 km ripartiti in 10 tappe. Fu vinto dallo statunitense Tom Danielson della Saturn davanti ai colombiani Hernán Darío Muñoz e Freddy González.

## Tappe
| Tappa  | Data       | Percorso                                | km    | Vincitore di tappa  | Leader cl. generale |
| ------ | ---------- | --------------------------------------- | ----- | ------------------- | ------------------- |
| 1ª     | 31 gennaio | Langkawi > Langkawi (cron. individuale) | 9,5   | Nathan O'Neill      | Nathan O'Neill      |
| 2ª     | 1 febbraio | Kangar > Butterworth                    | 148,3 | Luciano Pagliarini  | Nathan O'Neill      |
| 3ª     | 2 febbraio | Kulim > Ipoh                            | 169,6 | Luciano Pagliarini  | Nathan O'Neill      |
| 4ª     | 3 febbraio | Gerik > Tanah Merah                     | 172,9 | Luciano Pagliarini  | Nathan O'Neill      |
| 5ª     | 4 febbraio | Kota Bharu > Kuala Terengganu           | 179,1 | Graeme Brown        | Nathan O'Neill      |
| 6ª     | 5 febbraio | Marang > Cukai                          | 136,3 | Stuart O'Grady      | Nathan O'Neill      |
| 7ª     | 6 febbraio | Kuantan > Bentung                       | 196   | Graeme Brown        | Tom Danielson       |
| 8ª     | 7 febbraio | Menara Telekom > Seremban               | 112,5 | Stuart O'Grady      | Tom Danielson       |
| 9ª     | 8 febbraio | Seremban > Genting Highlands            | 143,7 | Hernán Darío Muñoz  | Tom Danielson       |
| 10ª    | 9 febbraio | Kuala Lumpur > Kuala Lumpur             | 75,6  | Guillermo Bongiorno | Tom Danielson       |
| Totale | Totale     | Totale                                  | 1343  |                     |                     |

## Squadre partecipanti
Furono invitate venti squadre, quattordici del circuito professionistico/amatoriale e sei squadre nazionali. Ogni squadra poteva schierare sette corridori.
| N.      | Cod. | Squadra                       |
| ------- | ---- | ----------------------------- |
| 1-7     | CLM  | Colombia-Selle Italia         |
| 11-17   | LAM  | Lampre                        |
| 21-27   | DVE  | Domina Vacanze-Elitron        |
| 31-37   | C.A  | Crédit Agricole               |
| 41-47   | FAK  | Team Fakta                    |
| 51-57   | MAR  | Marlux-Wincor Nixdorf         |
| 61-67   | DEN  | De Nardi-Colpack              |
| 81-87   |      | Telekom Malaysia Cycling Team |
| 91-97   | PAN  | Ceramiche Panaria-Fiordo      |
| 101-107 | SAT  | Saturn                        |

| N.      | Cod. | Squadra                           |
| ------- | ---- | --------------------------------- |
| 111-117 | REL  | Relax-Fuenlabrada                 |
| 121-127 | FPF  | Formaggi Pinzolo Fiavé-Ciarrocchi |
| 131-137 | FLA  | Flanders-iTeamNova                |
| 141-147 |      | Malaysia                          |
| 151-157 |      | Canada                            |
| 161-167 | PAL  | Palmans-Collstrop                 |
| 171-177 |      | Sudafrica                         |
| 181-187 |      | Giappone                          |
| 191-197 |      | Filippine                         |
| 201-207 |      | Iran                              |

## Dettagli delle tappe

### 1ª tappa
- 31 gennaio: Langkawi > Langkawi (cron. individuale) – 9,5 km

| Pos. | Corridore      | Squadra | Tempo  |
| ---- | -------------- | ------- | ------ |
| 1    | Nathan O'Neill | Saturn  | 11'53" |
| 2    | Roland Green   | Canada  | a 23"  |
| 3    | Tom Danielson  | Saturn  | s.t.   |

| Pos. | Corridore      | Squadra | Tempo  |
| ---- | -------------- | ------- | ------ |
| 1    | Nathan O'Neill | Saturn  | 11'53" |
| 2    | Roland Green   | Canada  | a 23"  |
| 3    | Tom Danielson  | Saturn  | s.t.   |

### 2ª tappa
- 1 febbraio: Kangar > Butterworth – 148,3 km

| Pos. | Corridore          | Squadra  | Tempo    |
| ---- | ------------------ | -------- | -------- |
| 1    | Luciano Pagliarini | Lampre   | 3h32'55" |
| 2    | Graeme Brown       | Panaria  | s.t.     |
| 3    | Mychajlo Chalilov  | Colombia | s.t.     |

| Pos. | Corridore      | Squadra | Tempo    |
| ---- | -------------- | ------- | -------- |
| 1    | Nathan O'Neill | Saturn  | 3h44'48" |
| 2    | Roland Green   | Canada  | a 23"    |
| 3    | Tom Danielson  | Saturn  | a 24"    |

### 3ª tappa
- 2 febbraio: Kulim > Ipoh – 169,6 km

| Pos. | Corridore          | Squadra | Tempo    |
| ---- | ------------------ | ------- | -------- |
| 1    | Luciano Pagliarini | Lampre  | 3h53'55" |
| 2    | Moreno Di Biase    | Pinzolo | s.t.     |
| 3    | Graeme Brown       | Panaria | s.t.     |

| Pos. | Corridore      | Squadra | Tempo    |
| ---- | -------------- | ------- | -------- |
| 1    | Nathan O'Neill | Saturn  | 7h38'43" |
| 2    | Roland Green   | Canada  | a 23"    |
| 3    | Tom Danielson  | Saturn  | a 24"    |

### 4ª tappa
- 3 febbraio: Gerik > Tanah Merah – 172,9 km

| Pos. | Corridore          | Squadra      | Tempo    |
| ---- | ------------------ | ------------ | -------- |
| 1    | Luciano Pagliarini | Lampre       | 4h14'13" |
| 2    | Graeme Brown       | Panaria      | s.t.     |
| 3    | Stuart O'Grady     | Cr. Agricole | s.t.     |

| Pos. | Corridore      | Squadra | Tempo     |
| ---- | -------------- | ------- | --------- |
| 1    | Nathan O'Neill | Saturn  | 11h52'56" |
| 2    | Roland Green   | Canada  | a 20"     |
| 3    | Tom Danielson  | Saturn  | a 24"     |

### 5ª tappa
- 4 febbraio: Kota Bharu > Kuala Terengganu – 179,1 km

| Pos. | Corridore           | Squadra  | Tempo    |
| ---- | ------------------- | -------- | -------- |
| 1    | Graeme Brown        | Panaria  | 4h01'37" |
| 2    | Guillermo Bongiorno | Panaria  | s.t.     |
| 3    | Simone Cadamuro     | De Nardi | s.t.     |

| Pos. | Corridore      | Squadra | Tempo     |
| ---- | -------------- | ------- | --------- |
| 1    | Nathan O'Neill | Saturn  | 15h54'33" |
| 2    | Roland Green   | Canada  | a 20"     |
| 3    | Tom Danielson  | Saturn  | a 24"     |

### 6ª tappa
- 5 febbraio: Marang > Cukai – 136,3 km

| Pos. | Corridore       | Squadra      | Tempo    |
| ---- | --------------- | ------------ | -------- |
| 1    | Stuart O'Grady  | Cr. Agricole | 2h50'43" |
| 2    | Graeme Brown    | Panaria      | s.t.     |
| 3    | Simone Cadamuro | De Nardi     | s.t.     |

| Pos. | Corridore      | Squadra | Tempo     |
| ---- | -------------- | ------- | --------- |
| 1    | Nathan O'Neill | Saturn  | 18h45'16" |
| 2    | Tom Danielson  | Saturn  | a 24"     |
| 3    | Eric Wohlberg  | Saturn  | a 27"     |

### 7ª tappa
- 6 febbraio: Kuantan > Bentung – 196 km

| Pos. | Corridore         | Squadra      | Tempo    |
| ---- | ----------------- | ------------ | -------- |
| 1    | Graeme Brown      | Panaria      | 4h14'26" |
| 2    | Stuart O'Grady    | Cr. Agricole | s.t.     |
| 3    | Allan Bo Andresen | Team Fakta   | s.t.     |

| Pos. | Corridore        | Squadra | Tempo     |
| ---- | ---------------- | ------- | --------- |
| 1    | Tom Danielson    | Saturn  | 23h00'06" |
| 2    | Eric Wohlberg    | Saturn  | a 3"      |
| 3    | Serhij Matvjejev | Panaria | a 7"      |

### 8ª tappa
- 7 febbraio: Menara Telekom > Seremban – 112,5 km

| Pos. | Corridore           | Squadra      | Tempo    |
| ---- | ------------------- | ------------ | -------- |
| 1    | Stuart O'Grady      | Cr. Agricole | 2h48'56" |
| 2    | Miguel Ángel Martín | Domina V.    | s.t.     |
| 3    | Mychajlo Chalilov   | Colombia     | s.t.     |

| Pos. | Corridore        | Squadra      | Tempo     |
| ---- | ---------------- | ------------ | --------- |
| 1    | Tom Danielson    | Saturn       | 25h49'02" |
| 2    | Stuart O'Grady   | Cr. Agricole | a 1"      |
| 3    | Serhij Matvjejev | Panaria      | a 7"      |

### 9ª tappa
- 8 febbraio: Seremban > Genting Highlands – 143,7 km

| Pos. | Corridore          | Squadra  | Tempo    |
| ---- | ------------------ | -------- | -------- |
| 1    | Hernán Darío Muñoz | Colombia | 4h15'30" |
| 2    | Tom Danielson      | Saturn   | a 1"     |
| 3    | Roland Green       | Canada   | a 39"    |

| Pos. | Corridore          | Squadra  | Tempo    |
| ---- | ------------------ | -------- | -------- |
| 1    | Tom Danielson      | Saturn   | 6h04'27" |
| 2    | Hernán Darío Muñoz | Colombia | a 9"     |
| 3    | Freddy González    | Colombia | a 1'44"  |

### 10ª tappa
- 9 febbraio: Kuala Lumpur > Kuala Lumpur – 75,6 km

| Pos. | Corridore           | Squadra      | Tempo    |
| ---- | ------------------- | ------------ | -------- |
| 1    | Guillermo Bongiorno | Panaria      | 1h49'42" |
| 2    | Graeme Brown        | Panaria      | s.t.     |
| 3    | Stuart O'Grady      | Cr. Agricole | s.t.     |

| Pos. | Corridore          | Squadra  | Tempo     |
| ---- | ------------------ | -------- | --------- |
| 1    | Tom Danielson      | Saturn   | 31h54'09" |
| 2    | Hernán Darío Muñoz | Colombia | a 9"      |
| 3    | Freddy González    | Colombia | a 1'44"   |

## Classifiche finali

### Classifica generale
| Pos. | Corridore           | Squadra   | Tempo     |
| ---- | ------------------- | --------- | --------- |
| 1    | Tom Danielson       | Saturn    | 31h54'09" |
| 2    | Hernán Darío Muñoz  | Colombia  | a 9"      |
| 3    | Freddy González     | Colombia  | a 1'44"   |
| 4    | Roland Green        | Canada    | a 2'03"   |
| 5    | Josep Jufré         | Relax     | a 2'35"   |
| 6    | Fortunato Baliani   | Pinzolo   | a 2'59"   |
| 7    | Miguel Ángel Martín | Domina V. | a 3'09"   |
| 8    | David George        | Sudafrica | a 3'35"   |
| 9    | Ruber Marín         | Colombia  | a 3'41"   |
| 10   | Paolo Lanfranchi    | Panaria   | a 3'48"   |